# Архітектура Сербії
Архітектура Сербії — комплекс будівель та споруд, що мають культурну та історичну значимість для Сербії.

## Середовище
Сербія виникла в кінці XII ст., а розвиток сербської архітектури припадає на XIII–XIV ст., тобто коли велике жупанство перетворилося на Сербське королівство, центром якого були Косово і Метохія, суміжні з Македонією та Грецією. Ці сусіди наклали свій відбиток на формування сербської архітектури, яка розвивала тип візантійського хрестовокупольного однобанного храму. Протягом XIII–XIV ст. сербські храми набували все більш висотних композицій, їхні пропорції стрімко витягувалися вгору, а об'єми ставали розчленованішими.
Сербія історично включала в себе такі області, як уже Косово і Метохія, Македонія, Зета, Рашка, Моравія. Для цих областей були характерними наявність: мурів навколо них (Ново-Брдо, Смедерево), мурованих феодальних замків (Марков град), укріплених монастирів (Манасія). Характер оборонних укріплень цілком відповідав візантійським традиціям — високі мури з зубцями, прямокутні тристінні оборонні башти (відкриті з боку фортечного подвір'я). Візантійським же традиціям відповідав і характер нечислених будівель цивільної архітектури — палаців (Смедерево), монастирських трапезних (Манасія, Студениця, Дечани) та інших житлових будівель (у сербському монастирі Хіландар на Афоні).
Церковна архітектура Сербії, представлена численними пам'ятками, чітко поділяється на декілька етапів та місцевих шкіл з досить виразними відмінностями.

## Ранньофеодальний етап
Для цього етапу характерні невеликі храми в Македонії — базиліки (в Охриді), триконхи (У Вінені й Охриді), тетраконхи (Петрова церква в Расі, Заневацька церква та церква в Велюсі, всі — X ст.). Будівлі будувалися з бутового й тесаного каменю, з правильними рядами цегли. Склепіння — циліндричні та купольні, з застосуванням як пандативів, так і тромпів (Петрова церква в Расі). Фасади оформлені двоуступчастими глухими арками.

## Візантійський етап
Даному етапу характерні дещо більші розміри храмів. Почали будуватися тринавові склепінчасті базиліки, церкви типу «вписаного хреста» (п'ятикупольна церква Пантелеймона у с. Нерезі поблизу Скопле, стара Георгіївська церква в Старо-Нагоричині); однакові  церкви загального типу (церкви Георгія в Курбінові, Петра на однойменному острові озера). Будувалися з тесаного каменю і цегли, укладених горизонтальними шарами, трапляється й мурування цілковито з тесаного каменю (Георгіївська церква в Старо-Нагоричині). Склепіння — здебільшого циліндричні, рідше — хрестові. Фасади поліхромні завдяки змішаному муруванню, вирішені глухими аркадами й завершені зубчастими карнизами.

## Рашківська школа
Рашківська школа цілковито відрізняється від архітектури південної Сербії. У XII ст. склалася композиція Рашківського кубічного безстовпного храму, увінчаного однією широкою світловою банею, з притвором і фасадами, розчленованими лопатками (церква Миколи біля Куршумлина, 1169–1172 рр.). Пізніше храми цього типу набули рис романської стилістики, зумовлені мистецькими впливами з Адріатичного Помор'я, зразком чого є монастирський храм Богородиці в Студениці (1183–1193 рр.) дуже видовженого плану з чітко виявленою композиційною вертикаллю і суто романським вирішенням фасадів з застосуванням аркатури, лопаток, біфоріїв і трифоріїв, перспективних порталів. У XIII–XIV ст. місцеві зодчі посилили ці риси, надавши центральним частинам храмів ще виразніших баштоподібних обрисів. Завершальною пам'яткою Рашківської школи є монастирський храм у Дечанах, збудований у 1327–1335 рр. на замовлення короля Стефана Душана «протомайстером», ченцем-францисканцем Вітою з міста Котора на Адріатиці. Храм має ускладнену базилікальну п'ятинавову, п'ятиапсидну, багатостовпну композицію зі ступінчастим наростанням мас до центрального купола і суто романським вирішенням фасадів, обличкованих смугами білого й рожевого мармуру.

## Македонська і Косовсько-Метохійська школа
Школа розвивала храми типу вписаного хреста, які поділяються на три групи: однокупольні; п'ятикупольні; витягнуті в поздовжньому напрямку. Пам'ятками однокупольного типу є церкви Архангелів у Штипі 1332 р. та в монастирі Лісново 1341 р. Шедевром сербської архітектури є п'ятикупольна церква в Грачаниці 1321 р., яка має дуже динамічну висотно-ярусну композицію зі ступінчастим наростанням мас до центрального купола. Центральна частина храму, що спирається на чотири групи внутрішніх пілонів, підноситься над бічними. Цей вертикалізм підкреслюють і середні закомари кожного з фасадів, які значно підносяться над бічними закомарами.

Фасадним декором цих храмів є: перегородчасте мурування з тесаного каменю, цегляні візерунки, фризи з поліхромних полив'яних розеток.

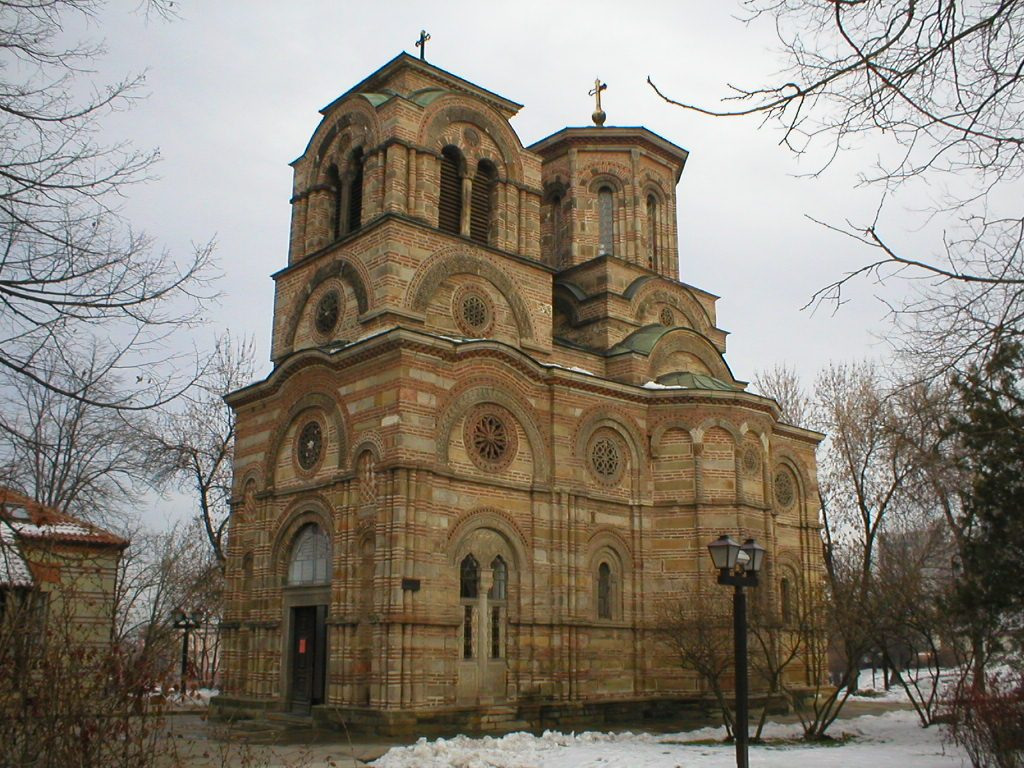
Церква Лазариця в Крушеваці

## Моравська школа
Цей напрям існував лише 80 років, коли після програної сербами битви з турками в 1389 р. на Косовому полі рештки сербської державності затрималися в північній області — Моравії. Моравська школа синтезувала основні риси Рашківської, Косовсько-Метохійської шкіл з характерними елементами церковної архітектури Афона. Ця школа розробляла один тип храму — видовжений, хрестовокупольний з однією або п'ятьма світловими банями, з чотирма стовпами (великі храми) або безстовпний (малі храми), з обов'язковими екседрами з північного та південного боків — так званими півницями (там стояли півчі під час літургії). Така композиція, наближена до триконхової, походить від афонських монастирських храмів. Для всіх храмів цієї школи характерне ступінчасте наростання мас до центральної бані. Архітектурне членування фасадів і їх декор не пов'язані з інтер'єром: застосовано декоративне мурування, шахове обличкування, різьблення по каменю, поліхромні вставки та полив'яні розетки. Основні пам'ятки: церква Лазариця в Крушеваці 1474 р., монастирський храм в Каленич 1417 р., церкви в Раваниці 1381 р., у Манасії 1418 р., у Любостині 1388 р., кладовищенська церква в Смедерево середини XV ст.
Храми Моравської школи чітко демонструють процес розвитку — поступове підвищення об'ємів, підкреслення вертикалізму архітектурних форм, насичення фасадів пишним поліхромним декором. Таким чином, Моравська школа завершила розвиток середньовічної сербської архітектури. Продовження цих традицій спостерігається в архітектурі сусідньої Валахії XV—XVI ст.